# Ráday Eszter
Ráday Eszter (Losonc, 1716. április 24. – Gernyeszeg, 1764. június) a 18. században élt mecénás, könyvgyűjtő, asszonykönyvtár tulajdonos.

## Élete
Ráday Eszter a család középső gyermeke, édesapja Ráday Pál volt, édesanyja Kajaly Klára, testvére az ugyancsak könyvgyűjteményéről ismert Ráday Gedeon.
Taníttatásáért édesanyja volt a felelős, aki megismertette lányát a Bibliával és a heidelbergi katekizmussal, továbbá a kor vallásos irodalmával is, ezáltal olyan rendkívüli műveltségre tett szert, amelynek híre Magyarországról Erdélybe is eljutott. A fiatal és okos lány Teleki László érdeklődését is felkeltette Erdélyben. Hamarosan személyesen is találkoztak Pécelen, és 1732 pünkösdjén sor került házasságkötésükre. Ezután Husztra költöztek, de továbbra is kapcsolatban maradtak a szülőkkel. Később Gernyeszegen laktak a Telekiek birtokán.
A házasságból tíz gyermek született, de csak egy fiú, Teleki József és két leány, Eszter és Klára nevelkedett fel. Ráday Eszter sok időt szentelt arra, hogy gyermekei hozzá hasonlóan műveltek legyenek, ő maga oktatta leányait és a Teleki udvarhoz tartozó cselédeket is. Emellett a családi birtok irányításában is jeleskedett.
Temetésén gyászbeszédet mondott Deáki Filep Sámuel, Intze István és Málnási László, akinek Ráday Eszter patrónája volt.

## Könyvtára

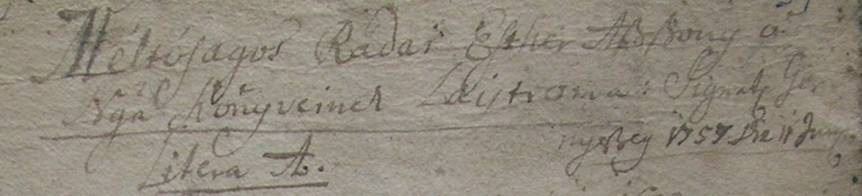
Ráday Eszter könyvjegyzékének részlete (1. oldal)

Ráday Eszter és testvére, Gedeon is a könyvek szeretetét a szintén könyvgyűjtő édesapjuktól örökölték. Amikor Ráday Pál 1733-ban meghalt, könyveit gyermekeire hagyományozta, akik viszont valószínűleg csak később, édesanyjuk halála után, 1742-ben kapták meg a köteteket. Így került Ráday Eszter tulajdonába azt a 113 magyar nyelvű könyv, amely saját gyűjteményének alapját képezte.
Ráday Eszternek minden bizonnyal már korábban is volt néhány könyve, ugyanis Kajali Klára 1739-ben írt leveleiben említést tett leányának egy Pécelen felejtett könyvről.
A 230 nyomtatott művet és 5 kéziratot magába foglaló könyvtár nem maradt egyben, a kötetek többségét Erdély nagy gyűjteményeiben őrzik, de összetételét egy 1757-ben készült könyvjegyzékből ismerjük. Ez alapján megállapítható a gyűjtemény tematikája is: az állomány nagyobb részét a vallásos művek tették ki (imakönyvek, énekeskönyvek, katekizmusok, Bibliamagyarázatok), kisebb arányban más témájú munkák is előfordultak a gyűjteményben, például amelyek az orvoslással vagy a gazdasággal voltak kapcsolatosak.
Ráday Eszter könyvtára méretében és összetételében is nagy jelentőségű 18. századi asszonykönyvtár volt, amelyet a kor tudósai is felkereshettek, például Bod Péter, aki a Magyar Athenas összeállításához tanulmányozta többek között Ráday Eszter gyűjteményét is.

## Könyvjegyzéke

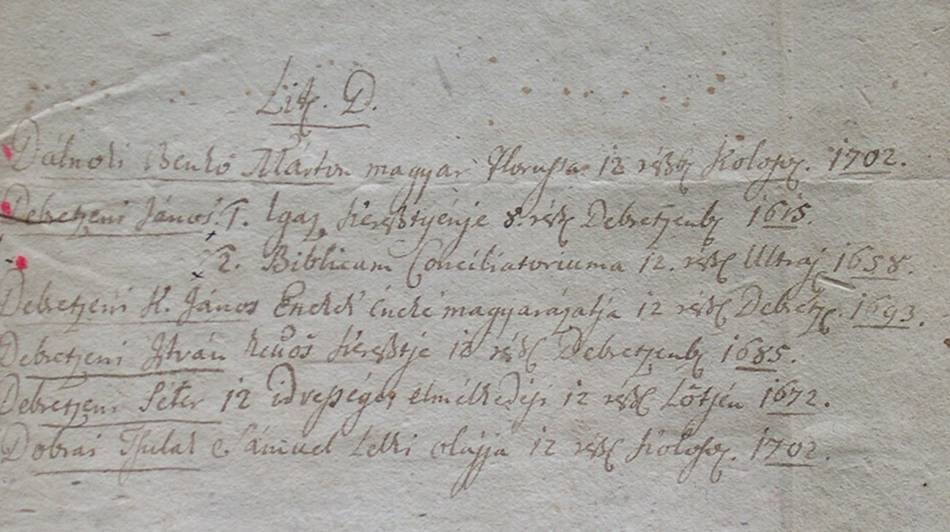
Ráday Eszter könyvjegyzékének részlete (3. oldal)

1757-ben a Teleki család udvari lelkésze, Málnási László állította össze Ráday Eszter könyveinek jegyzékét ’’Méltósagos Rádai Esther Aszszony ő N(agysá)ga Könyveinek Laistroma’’ címmel, amelyet ma a marosvásárhelyi Teleki Tékában őriznek. A 15 oldalas kézírásos dokumentumban betűrendben sorolták fel az egyes tételeket. A szerző nevét nem minden esetben írták le, a címet csak a felismerhetőség rövidségével tüntették fel, továbbá megadták a könyv méretét, és általában a kiadási adatokat (hely, idő) is.
A tinta színe, illetve az alapján, hogy az utolsó néhány tétel nem illeszkedik a betűrendbe, arra lehet következtetni, hogy a könyvjegyzéket legalább háromszor bővítették, ezekkel a kötetekkel a lista összeállítása után gyarapodhatott a könyvtár.

## Levelezése Bethlen Katával
A Teleki Lászlóval kötött házasság után Ráday Eszter rokoni kapcsolatba került Árva Bethlen Katával, akivel hamarosan levelezni kezdett. Mindketten szenvedélyesen gyűjtötték a magyar nyelvű könyveket, levelezésük és ismeretségük valószínűleg hatással volt a másik gyűjtési szokásaira is. Ebben a korban általános szokás volt az asszonyok között, hogy egymást kérték meg a szükséges dolgok beszerzésére, így például könyvekére is. Bethlen Kata Ráday Eszternek küldött leveleiben nem ismerünk olyat, amely könyvekről szólna. Viszont a Teleki Lászlónak címzettek között többször előfordul könyvbeszerzéssel kapcsolatos kérés, de Bethlen Kata ezekben a levelekben Ráday Eszternek üzent, mert valószínűleg ő foglalkozott a könyvek beszerzésével. Ez a folyamat természetesen kölcsönös volt.